# Richard Veenstra
Richard Veenstra (Ossenzijl, 1981. július 10. –) holland dartsjátékos. 2009-től 2020-ig a British Darts Organisation, majd 2023-tól a Professional Darts Corporation tagja. Beceneve "Flyers".

## Pályafutása

### BDO/WDF
Veenstra 2014 októberében megnyerte a Luxembourg Open-t, Mark Oosterhuis-t legyőzve a döntőben 6–4-re. Emellett bejutott a 2015-ös Denmark Masters és az England Open elődöntőjébe is. 2015 októberében Wesley Harmsszal megnyerte a WDF világbajnokság páros versenyét, ahol 6–3-ra legyőzték Scott Mitchellt és Mark McGeeneyt. A 2016-os BDO-dartsvilágbajnokságon debütált a vb-n, amelynek első körében 3–2-re legyőzte a harmadik helyen kiemelt honfitársát, Jeffrey de Graafot. Veenstra a második körben 4–0-ra verte az angol Martin Atkinst, majd a negyeddöntőben 5–3-ra legyőzte a címvédő Scott Mitchellt, így bejutott az elődöntőbe, amelyet kis híján sikerrel vett, de végül 6–5-re kikapott a kanadai Jeff Smith-től.
2016 szeptemberében megnyerte a WDF Europe Cup egyéni versenyét, a döntőben Jim Williamst 7–5-re legyőzve, 93,18-as átlaggal. 2018 szeptemberében ugyanazon a hétvégén megnyerte a BDO British Open és a BDO British Classic tornákat is. 2019-ben megnyerte a Dutch Open nagytornát, a döntőben a skót Ryan Hogarth ellen 3–2 arányban győzve.
2020-ban elindult a PDC európai Q-School versenysorozatán, hogy Tour Card-ot szerezzen, de végül nem járt sikerrel.
Veenstra 2022-ben immár a 2022-es WDF-dartsvilágbajnokságon szerepelt, ahol a legjobb 16 között legveszteség nélkül, 104,91-es átlaggal (amely a valaha volt legmagasabb átlag volt a WDF/BDO vb-ken) 3–0-ra legyőzte Luke Littlert. A negyeddöntőben majdnem kilencnyilast sikerült dobnia a Brian Raman elleni 4–2-es győzelme során, de a dupla 12-t elrontotta. Az elődöntőben Neil Duff ellen játszott a döntőbe kerülésért, de végül 5–2-re kikapott.

### PDC
A 2023-as európai Q-School versenysorozaton Veenstra megszerezte a Tour Card-ját, így lehetősége nyílt arra, hogy a 2023-as és 2024-es szezonban a PDC Pro Tour versenyein indulhasson.
A 2024-es PDC-dartsvilágbajnokságon, amelyen először játszhatott a PDC-nél vb-n, a harmadik körig sikerült eljutnia. Első két mérkőzésén Ben Robbot és a kiemelt Kim Huybrechtset győzte le, mielőtt 4–0-ás vereséget szenvedett honfitársától, Michael van Gerwentől.

## Világbajnoki szereplései

### BDO
- 2016: Elődöntő (vereség  Jeff Smith ellen 5–6)
- 2017: Második kör (vereség  Danny Noppert ellen 0–4)
- 2018: Negyeddöntő (vereség  Michael Unterbuchner ellen 4–5)
- 2019: Második kör (vereség  Scott Waites ellen 1–4)
- 2020: Második kör (vereség  David Evans ellen 2–4)

### WDF
- 2022: Elődöntő (vereség  Neil Duff ellen 2–5)

### PDC
- 2024: Harmadik kör (vereség  Michael van Gerwen 0–4)
- 2025: Első kör (vereség  Alexis Toylo ellen 0–3)

## Döntői

### BDO nagytornák: 2 döntős szereplés
| Történet                 |
| ------------------------ |
| Zuiderduin Masters (0–1) |
| BDO World Trophy (0–1)   |

| Eredmény | Sorszám | Év   | Bajnokság          | Ellenfél a döntőben | Pontok   |
| Döntős   | 1.      | 2018 | Zuiderduin Masters | Glen Durrant        | 3–5 (sz) |
| Döntős   | 2.      | 2019 | BDO World Trophy   | Jim Williams        | 6–8 (l)  |

1. ↑  (l) = pontszám legekben, (sz) = pontszám szettekben.

## Tornagyőzelmei
| - British Classic: 2018 - British Open: 2018 - Denmark Masters: 2021 - German Masters: 2017 - Isle of Man Classic: 2019 - Italian Grand Masters: 2021 - Luxembourg Masters: 2019 | - Luxembourg Open: 2014 - Scottish Open: 2018 - WDF World Cup (férfi páros): 2015 - WDF Europe Cup (férfi egyéni): 2016 - WDF Europe Cup (férfi páros): 2016 - WDF Europe Cup (férfi összetett): 2016 |

## Fordítás
Ez a szócikk részben vagy egészben  a   Richard Veenstra című angol Wikipédia-szócikk ezen változatának fordításán alapul.  Az eredeti cikk szerkesztőit annak laptörténete sorolja fel. Ez a jelzés csupán a megfogalmazás eredetét és a szerzői jogokat jelzi, nem szolgál a cikkben szereplő információk forrásmegjelöléseként.